# Jazzafari

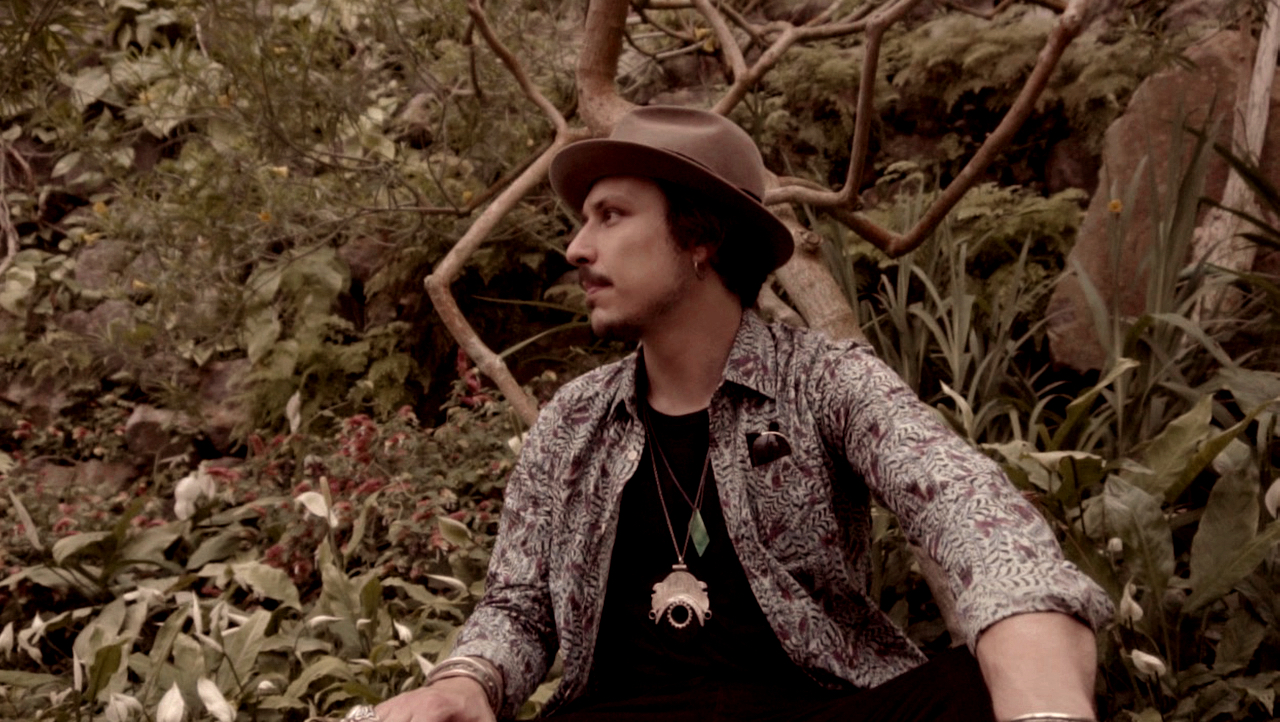

João Mendes (Lisboa, 27 de fevereiro de 1986), mais conhecido como Jazzafari, é um cantor, compositor, produtor e multi-instrumentista português.

## Biografia
João Mendes é  filho de Helena Corado Mendes (pintora) e de Carlos Mendes (cantor, compositor, arquitecto e actor).
Tendo nascido num seio de artistas João sempre viveu no mundo das artes, mas é aos 6 anos que tem o seu primeiro contacto com a música, pois dá início às primeiras aulas de piano na casa da professora Fernanda Chichorro.
Aos 9 anos entra para as aulas de viola no Colégio Moderno (Lisboa), aos 10 anos participa num casting para o programa de Filipe La Féria - "Todos ao Palco" e canta  no Teatro Politiema acompanhado pelo pianista José Sarmento que trabalhou muitos anos com o seu pai.
Aos 11 anos muda-se para Santarém e entra no Conservatório de Música de Santarém onde tem aulas de piano, guitarra e saxofone. Devido a esta mudança João tem acesso ao estúdio do seu pai e é aqui que começa por explorar as suas primeiras composições e trabalhos de produção.
Aos 16 anos montou a primeira  Festa de Hip-Hop de Santarém com Dj Cruz, Profetas Urbanos, MAC, CPS, Chullage e actuou com o seu grupo 5ª Dimensão.
Em 2002 conhece pessoalmente Bobby McFerrin e Tony Bennett em 2003 no Casino do Estoril.
Em 2004 João partiu sozinho para um Interrail pela Europa, passando por Alemanha e Itália onde foi parar a uma festa na praia em Salento e cantou pela primeira vez reggae com os Sud Sound System. Conheceu também um italiano, Alonzo que fez a tradução da Bíblia Jamaicana para Italiano, fazendo a sua música chegar aos ouvidos de Rita Marley e que o convidou a ir viver para a Jamaica para fazer parte do "Bob Marley Institute of Jamaica".

Em 2005 entra como vocalista na primeira banda portuguesa 60's de Ska Tradicional - "Contratempos".
| “ | Foi então que conheci os Contratempos pela internet e os convidei a vir gravar um álbum. A meio das gravações convidaram-me para entrar como vocalista. | ” |

A banda é composta por João Mendes (voz), André Nóvoa (bateria), Teresa Nóvoa (baixo), Luís Carmona (teclado), Miguel Maria (trompete), Ricardo Lopes (trombone), João Morais (saxofone) e Alex Figueira (guitarra).
É João que grava no seu estúdio o primeiro CD dos Contratempos - "Algures no Meio do Nada"  e realizam uma série de concertos entre Portugal e Espanha, entre os quais, tocaram no 1º Festival de Reggae de Oeiras e também actuaram no Festival Musa (entre outros). Participaram em colectâneas como o CD "Copa Reggae" pela Rádio Fazuma que reúne bandas do Brasil, Angola e Portugal.
| “ | Ao longo dos concertos de Contratempos conheci os Riddim Culture Sound System, projecto a qual também me juntei. | ” |

Em 2006 muda-se para Barcelona
| “ | Chegou a um ponto em que senti que queria saber mais sobre a musica, foi então que parti para Barcelona.’’ | ” |

 inscreve-se na Escuela Youkali onde estuda canto, sapateado e teatro musical e de seguida na Escuela Taller de Musics onde entra no universo jazzístico e estuda voz, piano, formação musical e composição jazz.
É daqui que nasce Jazzafari, o seu nome artístico resulta do seu passado ligado à música jamaicana aliado ao jazz como nova etapa de vida.
Em Barcelona conhece Valentin Carranza (guitarrista), que pralém de seu amigo e companheiro de casa e de viagem, tornou-se seu mentor musical e passou grande parte do conhecimento jazzístico. Começaram a tocar e a dar concertos em duo na rua e jam sessions de jazz em clubes de jazz como o Jamboore,El Forum  e jams experimentais que aconteciam em ‘’casas ocupas’’ como a “Rainha Amélia”, “Los Perros Lunaticos”, onde tinha a total liberdade de explorar a sua voz, e tocar em instrumentos acabados de inventar por músicos.
Foi também convidado pelo programa da RTP Internacional - "Europa Contacto" onde o entrevistaram  para uma reportagem sobre jovens a viverem no estrangeiro, acabando por conhecer a porta-voz da Casa de Portugal de Macau, onde recebe mais tarde o convite para reabrir o Teatro D. Pedro V em Macau (China) (que tinha sido inaugurado pelo seu pai). Durante a viagem em Macau, leva o Jazz às escolas, inspirando novos talentos num Workshop de Jazz realizado na Escola Portuguesa de Macau (EPM).
Em 2007 foi convidado pelo pianista Carlos Azevedo para tocar com o seu trio - Paulo Bandeira (baterista) e António Ferro (baixista) e abrir o 1º Festival de Matosinhos na sala Oval do Salão Nobre (CMM). Durante a sua estadia em Matosinhos, participou nas Jam Sessions do "B-Flat Bar" a que mais tarde acabou por compor um Blues ao estilo "bebopeano" em português "B-Flat Blues". Nesse mesmo ano canta no Festival de Jazz de Santarém com o trio de Carlos Azevedo Paulo Bandeira (baterista) e António Ferro (baixista) e convida o guitarrista e seu mentor Valentin Carranza.
Em 2008 ganhou o 1º prémio para a melhor composição/canção Reggae, com "Planet of Illusions", do Rock Rendez Worten.
Após terminar os seus estudos em Barcelona, regressa a Portugal e realiza uma série de concertos nos casinos de Lisboa, Estoril, Espinho e Figueira.
Em 2009 grava o seu primeiro single A Hora H no estúdio Namouche, onde dedica um vocalese sobre o tema Black Nile de Wayne Shorter ao "Pai" do Jazz Português, Luís Villas-Boas.
Actua no Parque Mayer a convite da empresa UAU e no Onda Jazz a convite do Victor Zamora Trio.
Em 2010 é convidado pela INATEL para actuar no Teatro da Trindade e nas Ruínas do Convento do Carmo em Lisboa.
De regresso para mais uma actuação ao Casino de Espinho, recebe dois convites, acabando por actuar também no Casino de Chaves e no Museu do Douro.[carece de fontes?]
Nesse mesmo ano participa no CD “Most Fucked Up Split Ever!” de Oerjgrinder e na mixtape de TC4 & Slam Coke, com o tema original “Babylon Warrior”.[carece de fontes?]
Em 2011 recebe o prémio dos Novos Solistas no 40º aniversário do Festival Cascais Jazz  e realiza uma série de concertos por clubes de Jazz de Portugal, tais como Hot Clube, Bacalhoeiro, Catacumbas Jazz Club, Cascais Jazz Club, Contrabaixo Bar, Velvet Club, Àcapela, Arte e Manha, entre outros.
Em 2012 actua no CCB - "Dose Dupla", abre o primeiro Out Jazz e actua também no Festival Jazz Minde.
É também o primeiro cantor português a abrir o Festival de Seixal Jazz. 
Nesse ano ainda vai à televisão ao programa "Fora D’Horas" de Clara de Sousa.
Em 2013 grava o seu primeiro CD de Jazz "Jazzafari Unit" com a participação de grandes músicos de jazz do país, conta com Carlos Barreto (contrabaixo), Alexandre Frazão (bateria), Victor Zamora (piano), Nuno Ferreira (guitarra), Diogo Duque (trompete), Ricardo Toscano (saxofone) e em alguns temas André Sousa Machado (bateria).[carece de fontes?]
Nesse ano vai ao programa de Herman - "Herman Sic" onde apresenta o seu álbum de estreia a solo e canta alguns temas com o seu pai.
Em 2014 actua no Mandela Day, lança os EP's de composições originais suas - Jazzafari Betape Vol.1 e Another World em formato digital e continua a dar concertos de jazz no Onda Jazz, Buéda Louco Pharmácia de Cultura, Jardim Botânico da Ajuda, Still Is, Groove Bar, Praia da Torreira, Copenhagen Bar, entre outros.
Colaborou no álbum "Des Fils de Pute" - Slam Coke.
Em 2015 continuando a dar concertos ora com a banda completa, ora em duo com Victor Zamora ao piano, trabalha paralelamente como produtor ou em colaborações com outras bandas, como os Melech Mechaya em que Jazzafari deu voz ao tema Gente Estranha, do seu novo álbum "Gente Estranha", lançado nesse ano.
Em 2016 participa nalguns concertos do seu pai, entre os quais se destaca o concerto no Teatro Tivoli da comemoração dos seus 50 anos de carreira - "Festa da Vida" de Carlos Mendes
Ainda nesse ano em experiências sonoras e jam sessions conhece Lana Gasparotti (pianista luso-croata). No primeiro concerto a duo tocam temas originais de Jazzafari e conhecem Synik (rapper do Zimbabué). Através de sessões de estúdio formam o grupo Jazza Experiment. Eles definem este projecto como "Space-Jazz Off-Beat", uma fusão de géneros desde o jazz, o hip-hop, experimental/alternativo. Conta também com a participação de músicos convidados como Bernardo Tinoco (saxofone), André Ferreira (bateria) e Ricardo Martins (baixo eléctrico).
Em 2017 lançam um EP digital - "Jazza Experiment" e passam na Rádio Oxigénio os singles - "Trust" e "Dream About You".
Vai também ao programa "Juntos à Tarde" de João Baião na SIC.
Nesse mesmo ano, Jazzafari e Lana partem para uma aventura pelo norte do país, começando por Espinho ficam alojados numa residência artística em convivência com músicos onde realizam várias jams de hip-hop, jazz, fusão com Ricardo Martins no baixo.
Conhecem o rapper português NTS e desta convivência compõem um tema original "Good Days" onde fazem também um videoclip com NTS no rap, Jazzafari nas melodias e máquinas, Lana Gasparotti nos teclados e synths, Ricardo Martins no baixo e Pedro Vasconcelos na bateria, filmado e editado pelo youtuber Primo Nando.
Jazzafari e Lana seguem viagem e mudam-se para o Porto onde ficam alojados numa casa de músicos, produtores e DJ's. Partilham os seus conhecimentos no meio em que se inserem fazendo várias jams com o DJ Skata e Darkson.
Mais tarde voltam à estrada e mudam-se para Vila Nova de Gaia onde realizam concertos de jazz em trio com António Ferro no baixo e actuam no Restaurante "Se Senta" no Porto e no "Wine Bar" em Matosinhos.
Em 2018 regressa à capital e forma um novo projecto com Lana Gasparotti (teclados sintetizadores/voz) e Diogo Leónidas (baterista) - "Outer Game" onde o jazz, hip-hop, dance music, eletrónica, drum’n’bass e soul se fundem. 
Lançam através da Purple Station Label (label formada por Jazzafari), com um pleno de Jazzafari que, para além de ter tocado, assina as composições (música e letra), a produção, a gravação/masterização e também a ilustração, o CD - "Sonho Lúcido" que dá voz a 14 músicas inovadoras e "Grain Beats" EP digital composto por temas originais de Jazzafari, com a participação do MC Ruas e Lana Gasparotti.
Em 2018 Jazzafari faz um Live Act e Entrevista com Outer Game na Rádio Oxigénio e actua com Outer Game em bares em Lisboa como o Crew Hassan, Titanic Sur Mer, B.Leza entre outros.
Ainda nesse ano foi convidado no programa do Herman José - "Cá Por Casa" para actuar com Outer Game e falar sobre os seus projeto
Continua a dar concertos de jazz do seu projeto Jazzafari Unit, no Gourmet Experience no El Corte Inglés e também a duo com Zé Eduardo no contrabaixo no Clube Farense.
Em 2019 apresentou em parceria com a Purple Station Label a 1ª Edição da "Purple Juice" realizada no Titanic Sur Mer, onde fizeram um Cypher de MC's a improvisar sobre beats de Jazzafari.
Paralelamente Jazzafari continua a compor os seus temas e a produzir em estúdio.

## Curiosidades
Jazzafari sempre procurou ser o pioneiro em muitas coisas e nalgumas acabou por fazê-lo sem querer como:
- Pertencer à primeira banda de Ska Portuguesa| “ | Sobre o movimento nacional de ska lamentam estar sozinhos no género e manifestam o “orgulho por sermos os primeiros”. | ” |[3]

- É o primeiro produtor a lançar um álbum de Ska Português
- É o primeiro cantor Bebop a escrever vocaleses em Português

## Discografia
- 2005: “Algures no Meio do Nada” - Contratempos (CD)
- 2006: "Copa Reggae" - Rádio Fazuma - Contratempos (colectânea)
- 2007: "United Colours of Ska 4.0" - Contratempos (colectânea)
- 2008: "Rock Rendez Worten" - João Mendes (colectânea)
- 2010: “Most Fucked Up Split Ever!” - Oerjgrinder (colaboração)
- 2010: "Babylon Warrior" - TC4 & Slam Coke (colaboração)
- 2013: “Jazzafari Unit” - Jazzafari (CD)
- 2014: "Des Fils de Pute" - Slam Coke (colaboração)
- 2014: “Jazzafari Beatape Vol.1” - Jazzafari (EP digital)
- 2014: “Another World” - Jazzafari (EP digital)
- 2015: “Gente Estranha” - Melech Mechaya (colaboração)
- 2016: “Blazed Dogg Sessions” - Jazzafari (EP digital)
- 2017: “Jazza Experiment” (EP digital)
- 2018: “Unit” (EP digital)
- 2018: “Grain Beats” (EP digital)
- 2018: "Sonho Lúcido" (CD)

## Influências
Através da sua família, a música do seu pai, a sua mãe que ouvia Bob Marley e os seus irmãos que ouviam Jamiroquai e bandas de rock que muito contribuíram para as suas influências nos campos musicais, e também no decorrer da sua vida descobriu outros artistas como: Eddie Jefferson, Jon Hendricks, Valentin Carranza, George V. Johnson Jr, Kurt Elling, Al Jarreau, Bobby McFerrin, Lambert, Bavan, Dennis Ross, Charlie Parker, Michel Camilo, Tito Puentes, Paquito D. Rivera, Herbie Hancock, João Gilberto, Chico Buarque, Tom Jobim, Hermeto Pascoal, Charles Mingus, Miles Davis, John Coltrane, Duke Ellington, Django Reinhardt, Art Blakey, Herbie Man, Eliane Elias, Andy Gonzales, Rogério Botter-Maio, Richard Bona, Wayne Shorter, Jorge Ben, Dave Holland, Ivan Lins, Flying Lotus, Robert Glasper, Thundercat, Snarky Puppy, Erykah Badu, J Dilla, Hiatus Kaiyote, Taylor McFerrin, Anderson Paak...

## Arte
Para além de músico, compositor, produtor, Jazzafari também trabalha outras áreas de arte, nomeadamente:
- Pintura, com alguns quadros que já fez com um traço muito particular, inspirado em artistas como Lauro Corado (o seu avô), Basquiat, Van Gogh, Salvador Dalí e Pablo Picasso;

- Edição de imagem (fez o artwork de alguns dos seus álbuns e de outros artistas);

- Edição de vídeo (já montou e editou videoclips para os seus projectos);

- Criação e construção de máquinas de circuit bending que estão presentes na sua música.

Tem também outros interesses por culinária, jardinagem e por querer saber mais, aprender mais, seguir em frente e dar o seu melhor.